# Erigone arctica
Erigone arctica (White, 1852) è un ragno appartenente alla famiglia Linyphiidae.

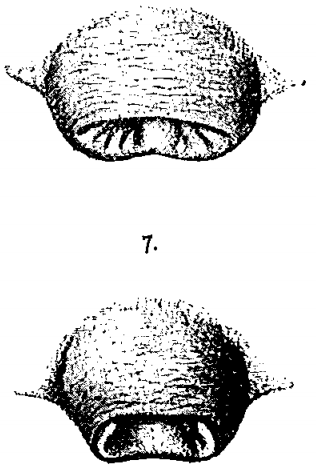
Illustrazione di un palpo (in alto) e di due epigini differenti (in basso)

## Distribuzione
La specie è stata rinvenuta in diverse località della regione olartica.

## Tassonomia
Non sono stati esaminati esemplari di questa specie dal 2006
Attualmente, a maggio 2014, sono note le seguenti sottospecie:
- Erigone arctica maritima Kulczyński, 1902 - Nord Europa, Russia
- Erigone arctica palaearctica Braendegaard, 1934 - Scandinavia, Russia
- Erigone arctica sibirica Kulczyn'ski, 1908 - Russia
- Erigone arctica soerenseni Holm, 1956 - Groenlandia